# استپان سارکیسیان
استپان سارکیسیان (ارمنی: Ստէփան Սարգսյան؛ زاده ۱۵ سپتامبر ۱۹۶۲ در وانادزور) یک کشتی‌گیر بازنشسته در رشته کشتی آزاد اهل ارمنستان است که در بازی‌های المپیک، مسابقات قهرمانی کشتی اروپا، جام جهانی کشتی و بازی‌های گودویل در مجموع برندهٔ ۳ مدال طلا و ۲ مدال نقره شده‌است.